# Undekanol
Undekanol (1-undekanol, undekan-1-ol, undecylalkohol, hendekanol) je mastný alkohol. Jedná se o bezbarvou, ve vodě nerozpustnou kapalinu o teplotě tání 19 °C a varu 243 °C.

## Průmyslové využití a výroba
Undekanol je látka citrusové vůně a mastné chuti, která nalézá uplatnění zejména jako potravinářské dochucovadlo. Nejčastěji se připravuje redukcí undekanalu.

## Přírodní výskyt
Undekanol lze přirozeně detekovat ve většině jídel: ovoce (např. jablka a banány), máslo, vejce a vařené vepřové.

## Toxicita
Undekanol může dráždit kůži, oči a plíce. Toxicita undekanolu při požití je srovnatelná s toxicitou ethanolu.